# Mildred McDaniel
Mildred Louise McDaniel (Atlanta, 4 novembre 1933 – Pasadena, 30 settembre 2004) è stata un'altista statunitense, campionessa olimpica a Melbourne 1956.

## Biografia
Studiò al Tuskegee Institute. Ai Giochi olimpici di Melbourne 1956 vinse a sorpresa la competizione di salto in alto superando la russa Marija Pisareva e la britannica Thelma Hopkins, che chiusero in parità. Alla sua morte i resti vennero sepolti al Mountain View Cemetery and Mausoleum di Los Angeles.

## Palmarès
| Anno | Manifestazione  | Sede      | Evento        | Risultato | Prestazione | Note            |
| ---- | --------------- | --------- | ------------- | --------- | ----------- | --------------- |
| 1956 | Giochi olimpici | Melbourne | Salto in alto | Oro       | 1,76        | Record mondiale |